# Auvergne Doherty
Auvergne Mary Doherty (Perth, 3 de octubre de 1896 - 3 de enero de 1961) fue una empresaria australiana que se ocupó del negocio ganadero de su familia. Fue una de las primeras nueve mujeres abogadas en Inglaterra; Doherty fue la primera mujer de Australia Occidental registrada en el Colegio de Abogados de Inglaterra. No ejerció la abogacía ni en Inglaterra ni en Australia Occidental, sino que se hizo cargo del negocio de su padre cuando éste murió en 1935.

## Biografía
Auvergne Doherty nació en Perth, Australia; era la segunda hija de Denis y Georgina Doherty.  Auvergne creció en el extranjero, yendo al colegio en Bélgica y en Inglaterra, entre otros al colegio del Convento del Santo Niño Jesús en Cavendish Square, en Londres.  En 1916, Auvergne aprobó los exámenes de acceso a la Universidad de Oxford; se graduó el 30 de octubre de 1920. Fue una de las primeras nueve mujeres de inscribirse en el Colegio de Abogados de Inglaterra de 1922, como resultado de la promulgación del Sex Disqualification (Removal) Act 1919; fue la primera ciudadana de la Commonwealth y de Australia de la institución inglesa. A pesar de ser admitida al Middle Temple, no llegó a ejercer el derecho probablemente debido a la situación financiera de su familia, que fue empeorando.
Antes de regresar a Australia Occidental en 1930, con su padre Denis Doherty y su hermana Dorothy, Auvergne ocupó un puesto de secretaria en la British Drama League. Cuando su padre murió en 1935, Auvergne se hizo cargo de su negocio ganadero con el Sr. Michael Durack, en el Territorio del Norte. Cuatro años antes de que la empresa se disolviera en 1950, Doherty dimitió como directora de la empresa. Doherty murió el 3 de enero de 1961. Está enterrada en el cementerio Karrakatta, Australia Occidental, en la parte católica romana junto a su padre.

## Educación
Auvergne Doherty se educó en el extranjero en escuelas conventuales de Bélgica y Londres, y asistió al Convento del Santo Niño Jesús. A partir del trimestre de Michaelmas de 1920, las mujeres que previamente habían aprobado exámenes que habrían posibilitado a un hombre obtener un título, pudieron regresar para matricularse y graduarse. Consiguió el título de maestría el 28 de junio de 1923.

## Acceso al Colegio de Abogados
Auvergne Doherty solicitó la admisión al Middle Temple el 5 de enero de 1920. Poco más de dos años después, fue "seleccionada" para el acceso el 24 de octubre de 1922 e ingresó formalmente al Colegio de Abogados el 17 de noviembre de 1922.
Auvergne Doherty estuvo entre el primer grupo de mujeres en ingresar en el Colegio de Abogados, junto con Theodora Llewellyn-Davis, Helena Normanton, Monica Geikie Cobb, Ethel Bright Ashford, Elsie Wheeler, Beatrice Davy, Sybil Campbell y la Dra. Ivy Williams. Ivy Williams fue la primera mujer en ingresar en el Colegio de Abogados en 1922. Helena Normanton fue la primera estudiante de derecho y la primera abogada en ejercer en 1922. Carrie Morrison se convirtió en la primera abogada.
Auvergne Doherty fue la primera mujer de Australia Occidental en ser llamada al Colegio de Abogados de Inglaterra. Doherty no fue la primera mujer australiana en dedicarse a la abogacía; este título recayó en Flos Greig, que fue admitida en agosto de 1905. La siguiente mujer de Australia Occidental en ingresar al Colegio de Abogados fue Alice Mary Cummins, en 1930. No fue hasta 1975 cuando la primera mujer, Valerie French, firmó el Bär Roll y ejerció como abogada en Australia Occidental. En Australia Occidental, cuando uno se inscribe para ejercer únicamente como abogado, firma el Bar Roll. Eso significa que las mujeres sí ejercieron antes de esta fecha pero no específicamente como abogadas.
Auvergne Doherty no siguió la carrera de derecho. En cambio, se convirtió en secretaria de la British Drama League antes de regresar a Perth en 1930 cuando se hizo cargo del negocio de su padre.
En la lápida de Doherty está escrito BLL, 1922. Su ingreso fue ampliamente publicado en los periódicos británicos y australianos de la época, pero no se la considera la primera abogada de Perth. La omisión de Doherty como una de las 'primeras' podría deberse a que no ejerció la abogacía ni en Inglaterra ni en Australia Occidental y su historia no es muy conocida. Charlotte Coleman, doctoranda en la Universidad de St Mary's, sostiene que Doherty no pudo ejercer debido a las malas circunstancias económicas de su familia y sostiene que la biografía de Doherty es importante porque evidencia lo vital que era tener los medios económicos y las redes necesarias para poder olvidar, una carrera en el Colegio de Abogados. Fue precisamente la falta de estos factores lo que impidió a Doherty realizar su carrera como abogada.